# ذا فوسترز
ذا فوسترز (بالإنجليزية: The Fosters)‏ هو مسلسل تم إنتاجه في الولايات المتحدة. بدأ عرضه في سنة 2013 على أي بي سي للعائلة. بلغ عدد مواسم المسلسل 2 مواسم، كما بلغ عدد حلقاته 42 حلقة، وتبلغ مدة الحلقة الواحدة 42 دقيقة. تم بث المسلسل لأول مرة بتاريخ 3 يونيو 2013.

## بطولة
- هايدن بيرلي
- جافين ماكنتوش
- تيري بولو
- سيرا راميريز

## روابط خارجية
- ذا فوسترز على موقع IMDb (الإنجليزية)
- ذا فوسترز على موقع ميتاكريتيك (الإنجليزية)
- ذا فوسترز على موقع روتن توميتوز (الإنجليزية)
- ذا فوسترز على موقع نتفليكس (الإنجليزية)
- ذا فوسترز على موقع كينوبويسك (الروسية)
- ذا فوسترز على موقع ألو سيني (الفرنسية)
- ذا فوسترز على موقع قاعدة بيانات الفيلم (الإنجليزية)